# Tricholita baranea
Tricholita baranea là một loài bướm đêm trong họ Noctuidae.